# Gynoplistia formosa
Gynoplistia formosa là một loài ruồi trong họ Limoniidae. Chúng phân bố ở miền Australasia.